# Voo Lufthansa CityLine 5634
Em 6 de janeiro de 1993, o Voo Lufthansa Cityline 5634 partiu do aeroporto de Bremen com destino ao aeroporto de Paris-Charles de Gaulle às 17h30. O voo foi operado por um Dash-8-300, preifxo D-BEAT com 23 passageiros e tripulantes.
Quando o Voo 5634 estava se aproximando de Paris, um Boeing 747 da Korean Air raspou um casulo de motor ao pousar, fazendo com que os controladores fechassem a pista brevemente. Os pilotos foram notificados para mudar o curso para outra pista. Enquanto estava nas nuvens e com forte nevoeiro na final curta, o avião entrou em uma razão de subida e bateu no solo com a cauda. A aeronave se partiu em duas partes, mas não houve fogo. O acidente matou 4 passageiros e mais 19 ficaram feridos.

## Aeronave e tripulação
A aeronave envolvida no acidente era um Bombardier Dash-8 com prefixo D-BEAT, propulsionado por dois motores turboélices Pratt & Whitney PW123. A aeronave fez seu primeiro voo em 14 de agosto de 1990 e foi entregue à Contact Air em 26 de agosto. A Contact Air operou inicialmente a aeronave para a Deutsche Lufttransport-Gesellschaft (DLT), predecessora da Lufthansa CityLine. Um ano e meio depois, a DLT assumiu a aeronave, mas ainda tinha a Contact Air operando-a em seu próprio nome. No momento do acidente, a aeronave tinha 5.973 horas de operação. De acordo com os documentos de voo, os limites de carga permitidos não foram excedidos e a posição do centro de gravidade da aeronave foi mantida.
Na época do acidente, o capitão de 54 anos tinha sua licença de piloto comercial há cerca de seis anos e tinha uma experiência de voo de 11.924 horas, das quais 2.003 neste tipo de aeronave. O primeiro oficial de 25 anos, que estava encarregado dos controles no momento do acidente, tinha seu certificado de piloto há um ano e meio e uma experiência de voo de 500 horas, 293 das quais neste tipo de aeronave.

## Acidente
A aeronave decolou de Bremen às 17h30 como planejado e subiu para sua altitude de cruzeiro de 24.000 pés (7.315 m). 25 minutos antes do acidente, a tripulação recebeu a primeira permissão para sair e finalmente, a uma altitude de 4.000 pés (1.219 m), tomar o trajeto de planeio ILS para a pista 27, que aconteceu às 19h14, a cerca de 25 quilômetros da pista. 
Pouco tempo depois, um Boeing 747 da Korean Air tocou o solo quando uma peça dos motores caiu ao aterrissar na pista 27, onde esta pista foi fechada pelo controle de tráfego aéreo brevemente. O controlador de tráfego aéreo perguntou à tripulação do Voo 5634 se eles poderiam fazer uma curva à esquerda para acomodar o trajeto de planeio ILS da pista 28, paralela e 15 metros mais longa. O capitão encarregado das comunicações afirmou que podiam. O controlador de tráfego aéreo encaminhou o Voo 5634 para a pista sul, que informou à tripulação que estava a 1,5 milhas da cabeceira da pista. Foi perguntado aos pilotos se eles já podiam ver a pista. Eles responderam de forma negativa e disseram que a aeronave estava em uma espessa cobertura de nuvens. O controlador de tráfego aéreo então instruiu a tripulação a manter o rumo atual e a se preparar para uma possível aproximação falhada. Quando o controlador de tráfego aéreo informou a tripulação às 19h19 que eles estavam apenas cruzando o limite da pista, a aeronave desapareceu do radar quase simultaneamente. Da mesma forma, os pilotos não responderam mais às suas mensagens de rádio. Às 19:20, a torre de controle declarou portanto, uma emergência. 
Os destroços da aeronave, que haviam deslizado 400 m acima do solo após o impacto, foram encontrados por volta das 19:55 em uma depressão a 1 km da cabeceira da pista e cerca de 500 m ao norte da pista de aproximação habitual. Quatro passageiros, incluindo uma criança, morreram no acidente. Além disso, cinco pessoas foram gravemente feridas e outras onze pessoas ficaram levemente feridas, incluindo os quatro membros da tripulação. Quatro passageiros permaneceram ilesos. A aeronave foi dada como perda total devido aos danos. 
No momento do acidente, um vento sudoeste no aeroporto de 190 a 200 graus de direção e com velocidade de 10 a 14 nós. A visibilidade no solo estava entre 700 e 1400 metros. A base das nuvens estava entre 200 e 600 pés com uma umidade de 100% e uma temperatura de cerca de 9° C. 

## Causa do acidente
A investigação descobriu que o primeiro oficial desativou o piloto automático 80 segundos antes do impacto e outro dez segundos depois desativou as duas manetes de empuxo estavam em marcha lenta. O tipo de aeronave não tem controle automático de empuxo. O sistema de alerta de proximidade ao solo (GPWS) indicou o alarme "SINK RATE" 53 segundos antes do impacto. Em seguida, alarmes "TERRAIN" e "PULL UP" foram ouvidos durante 47 segundos até o impacto.
O acidente foi causado pela má conduta da tripulação, embora as condições climáticas, especialmente a visibilidade e a cobertura de nuvens, fossem deterioradas e a exigente manobra swing-over exigisse ainda mais concentração. Os pilotos não notaram sua taxa de afundamento muito alta ou notaram isso tarde demais, embora o GPWS tenha emitido inúmeros avisos acústicos. Além disso, eles esqueceram de ativar os hipersustentadores para estender a aeronave sem ter que usar a velocidade para evitar um estol mais rapidamente. Conforme indicado pelo controlador de tráfego aéreo, a tripulação teria que realizar uma arremetida na ausência de referências visuais e realizar um procedimento de aproximação frustrada.

## Consequências
Após o acidente, a gestão da Lufthansa CityLine foi criticado na mídia. Dizia-se que era um "pacote trapaceiro", pois os voos eram operados por companhias externas que não cumpriam os padrões usuais de treinamento e segurança dos pilotos da Lufthansa.